# Khoikhoi

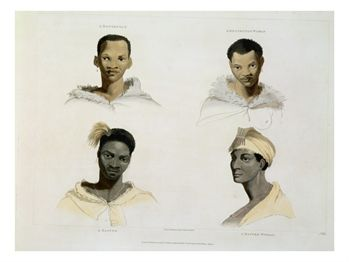
Vroeg 19e-eeuwse etnografische tekening met als beschrijving: "Een Hottentot, een Hottentotvrouw, een Kaffer, een Kaffervrouw" (Samuel Daniell, ca. 1805)

De Khoikhoi of Khoi (Hottentotten) waren een volk in Afrika dat woonde in het gebied van de huidige provincie West-Kaap in Zuid-Afrika, toen de Nederlandse kolonisten van de VOC onder Jan van Riebeeck Kaapstad stichtten. Verder naar het oosten, voorbij de Visrivier, woonde een ander volk: de Xhosa of AmaXhosa.

## Taal
De leden van de Khoikhoi spraken de taal Khoikhoi uit de Khoisan-taalfamilie en die bekend staat om zijn grote aantal klikfonemen. Omdat ze volgens de Nederlanders bij het dansen steeds hot, hot zongen, werden ze Hottentotten genoemd. Deze benaming ('Hotnot' in het Afrikaans) wordt in het huidige Zuid-Afrika als een scheldwoord beschouwd.

## Leefwijze

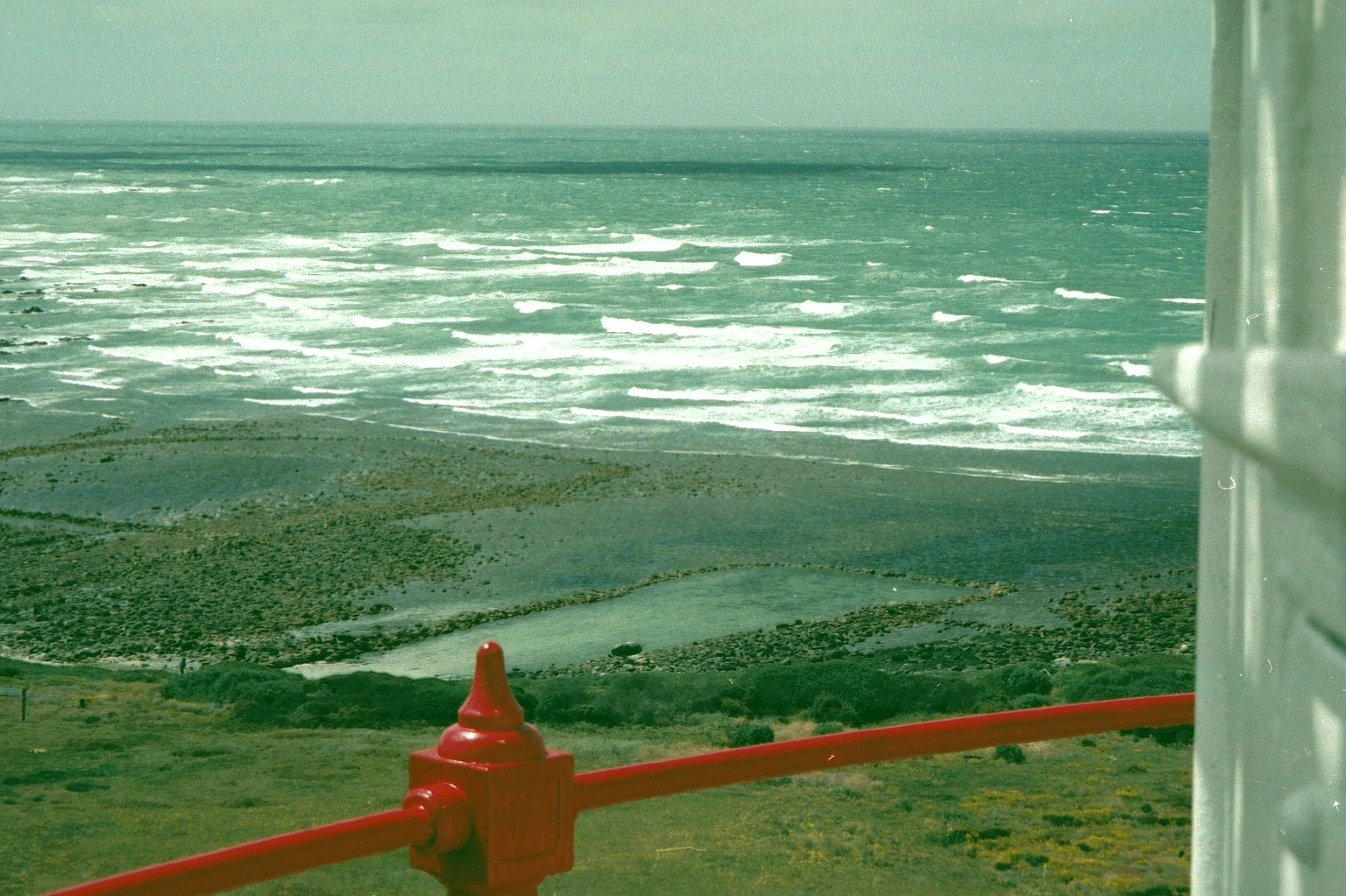
Oude visbekkens bij Kaap Agulhas

In tegenstelling tot de San (of 'Bosjesmannen') die een in de verte verwante taal spraken en van jagen en verzamelen leefden, kenden de Khoi wel veeteelt. Zij hadden bijvoorbeeld schapen, maar die waren van een ras dat geen wol droeg en dus alleen voor vlees en melk gehouden werd. Zij leefden ook van visserij en strandjutten. Op sommige plekken langs de kust, bijvoorbeeld in het Nationaal park Agulhas, zijn langs het strand nog de resten te zien van bekkens die door de Khoikhoi zijn aangelegd om bij eb de erin gevangen vissen te kunnen oogsten.
Hoewel de streek rond Kaapstad uitstekend geschikt is voor landbouw, gebruikten de Khoikhoi het land niet voor dat doel en begrepen ze ook niet goed wat de mensen van de VOC met landbezit bedoelden. Het land was van iedereen. Hoewel de kennismaking tussen de Gorinkhoina-stam en Van Riebeeck aanvankelijk vreedzaam verliep, ontstonden er al snel moeilijkheden die op geweld uitliepen. Communicatie en onderhandelingen tussen de Nederlanders en de Khoikhoi verliepen beter nadat een 10-jarig Khoikhoi-meisje, Krotoa, dat aanvankelijk als dienstmeisje bij Van Riebeeck diende, zich ontwikkelde tot onderhandelaar en tolk.

## Geschiedenis
Tegen het einde van de achttiende eeuw raakten veel Khoikhoi los van hun stamverband. Velen van hen gingen als goedkope arbeidskracht werken bij Europese boeren in de Kaapkolonie. Nadat een aantal Khoikhoi de kolonisten had geassisteerd in de strijd tegen de Xhosa, werd in 1781 een eerste Hottentottenbataljon opgericht van 400 man sterk. De Hottentotten hebben ook met de Nederlandse VOC meegevochten in de Slag om Muizenberg.
In de verdere geschiedenis van de Kaapkolonie van de VOC trokken steeds meer kolonisten het binnenland in. Daarbij brachten ze de plaatselijke bevolking grotendeels tot slavernij op hun 'plase' (uitgestrekte boerderijen). Er waren aanvankelijk nog wel als zodanig functionerende Khoikhoi-stammen, maar vooral na de pokkenepidemie van 1712 lag het uitgestrekte, maar erg droge achterland in en om de Nederlandse Kaapkolonie er grotendeels verlaten bij. De weinige overlevenden hadden niet veel andere keus dan voor de Boer te gaan werken. Daarmee stierven de Khoi-talen uit in wat nu Zuid-Afrika is; verder noordelijk, in Namibië, worden er nog een aantal gesproken.
Er zijn nu nog zo'n vier miljoen zogenaamde kleurlingen in Zuid-Afrika die zich in wisselende mate op een Khoi- of San-afstamming kunnen beroepen. De meesten van hen hebben het Afrikaans als moedertaal.

## Khoikhoi-stammen
Enige namen van Khoikhoi-stammen:
- Soesequa
- Goringchaicona
- Hessequa
- Gonnemas
- Ammaqua
- Obiqua
- Namakwa
- Caboequa
- Griekwa

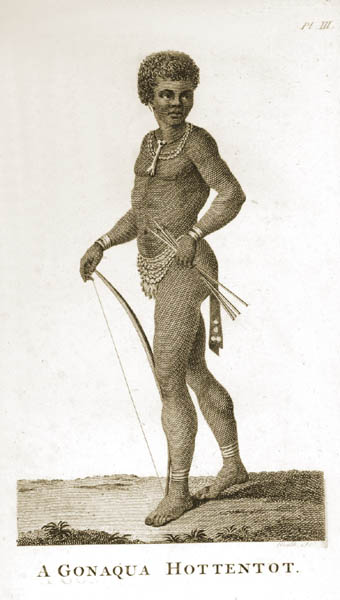
Afbeelding van een 'Gonoqua Hottentot', 1790

In Zuid-Afrika vormen de Griekwa het enige volk dat anno 2016 nog als groep bestaat. Hoewel zij al lang Afrikaans spreken, hebben zij toch altijd een zekere mate van saamhorigheid weten te bewaren en in 1997 hebben zij de Zuid-Afrikaanse regering gevraagd hen als volk te erkennen. Dit had tevens te maken met mogelijke eisen tot teruggave van land.
In Namibië wonen nog meer dan 60.000 Nama's. Hun moedertaal Nama wordt in Namibië nog gesproken door zo'n 160.000 mensen.

## Trivia
- De naam Hottentotten komt voor in het kunstmatige woord hottentottententententoonstelling.
- De Vlaamse cabaretier Urbanus heeft samen met Jean Blaute in 1982 een nummer geschreven, genaamd Hittentit, waarin hij zingt over de Hottentotten.